# والتر شميت (لاعب كرة قاعدة)
والتر شميت (بالإنجليزية: Walter Schmidt)‏ هو لاعب كرة قاعدة أمريكي، ولد في 20 مارس 1887 في لندن في الولايات المتحدة، وتوفي في 4 يوليو 1973 في موديستو في الولايات المتحدة.

## وصلات خارجية
- والتر شميت على موقعبيزبول رفرنس.كوم (الدوري الرئيسي) (الإنجليزية)
- والتر شميت على موقعبيزبول رفرنس.كوم (الدوري الثانوي) (الإنجليزية)